# Tótújfalu
Tótújfalu là một thị trấn thuộc hạt Somogy, Hungary. Thị trấn này có diện tích 13,27 km², dân số năm 2010 là 197 người, mật độ 15 người/km².